# ATP Challenger Matsuyama
Das ATP Challenger Matsuyama (offizieller Name: Unicharm Trophy Ehime International Open Tennis) ist ein seit 2022 stattfindendes Tennisturnier in Matsuyama, Japen. Es ist Teil der ATP Challenger Tour und wird im Freien auf Hartplatz ausgetragen.

## Liste der Sieger

### Einzel
| Jahr | Sieger                    | Finalgegner | Ergebnis      |
| ---- | ------------------------- | ----------- | ------------- |
| 2024 | Nicolas Moreno de Alboran | Alex Bolt   | 7:64, 6:2     |
| 2023 | Luca Nardi                | Taro Daniel | 3:6, 6:4, 6:2 |
| 2022 | Hong Seong-chan           | Wu Tung-lin | 6:3, 6:2      |

### Doppel
| Jahr | Sieger                           | Finalgegner                             | Ergebnis         |
| ---- | -------------------------------- | --------------------------------------- | ---------------- |
| 2024 | Seita Watanabe Takeru Yuzuki     | Nicolas Moreno de Alboran Rubin Statham | 6:4, 6:3         |
| 2023 | Karol Drzewiecki Zdeněk Kolář    | Toshihide Matsui Kaito Uesugi           | 6:3, 6:2         |
| 2022 | Andrew Harris John-Patrick Smith | Toshihide Matsui Kaito Uesugi           | 6:3, 4:6, [10:8] |